# Triora
Triora este un oraș în regiunea Liguria, Italia.

## Galerie

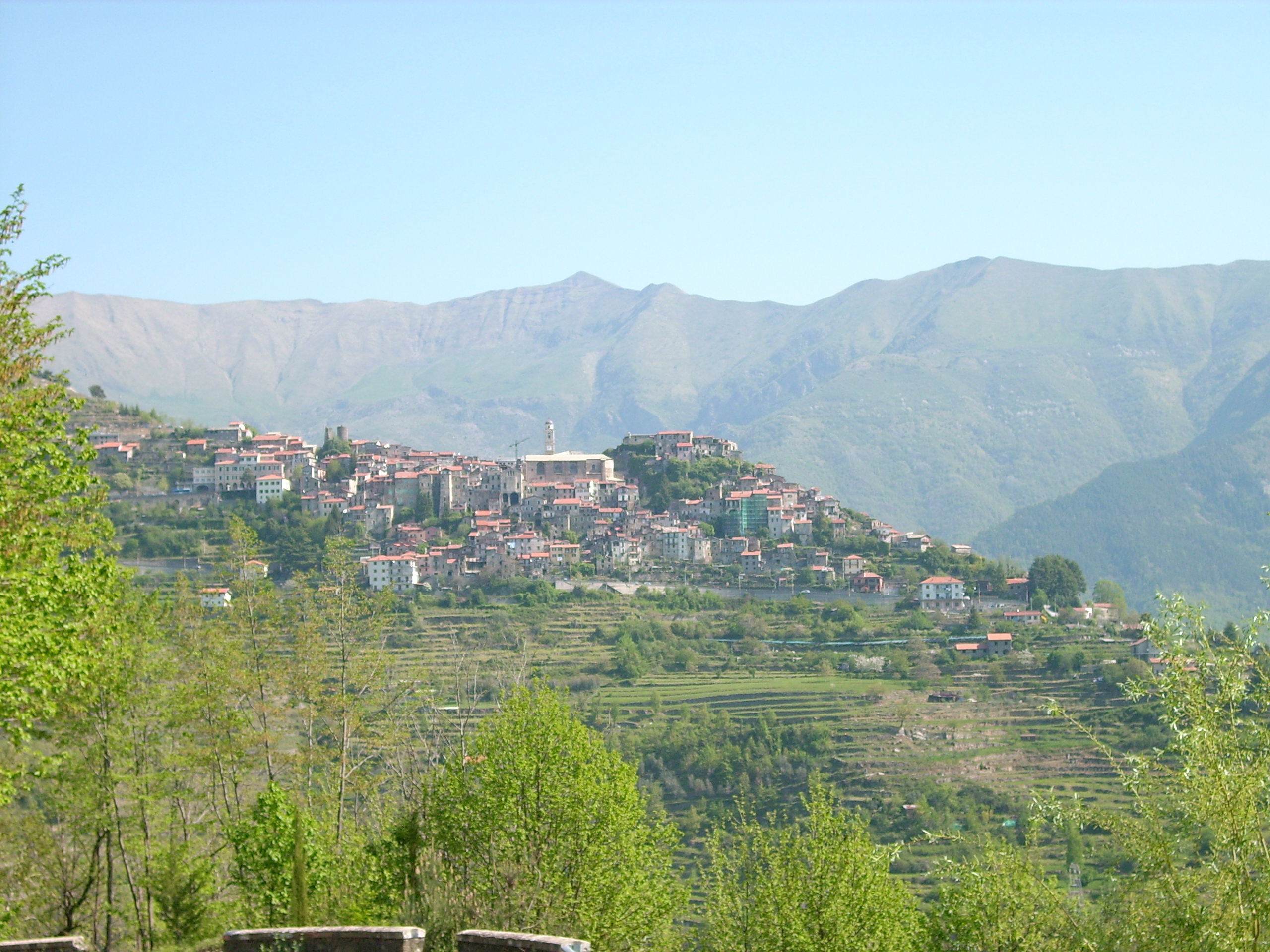
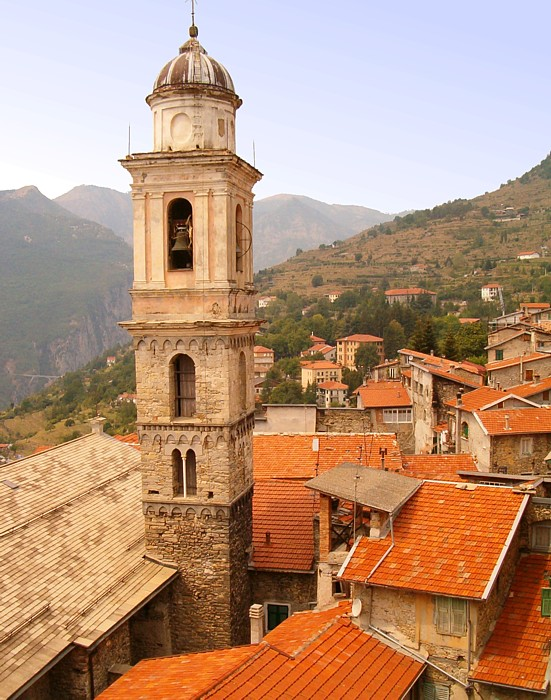
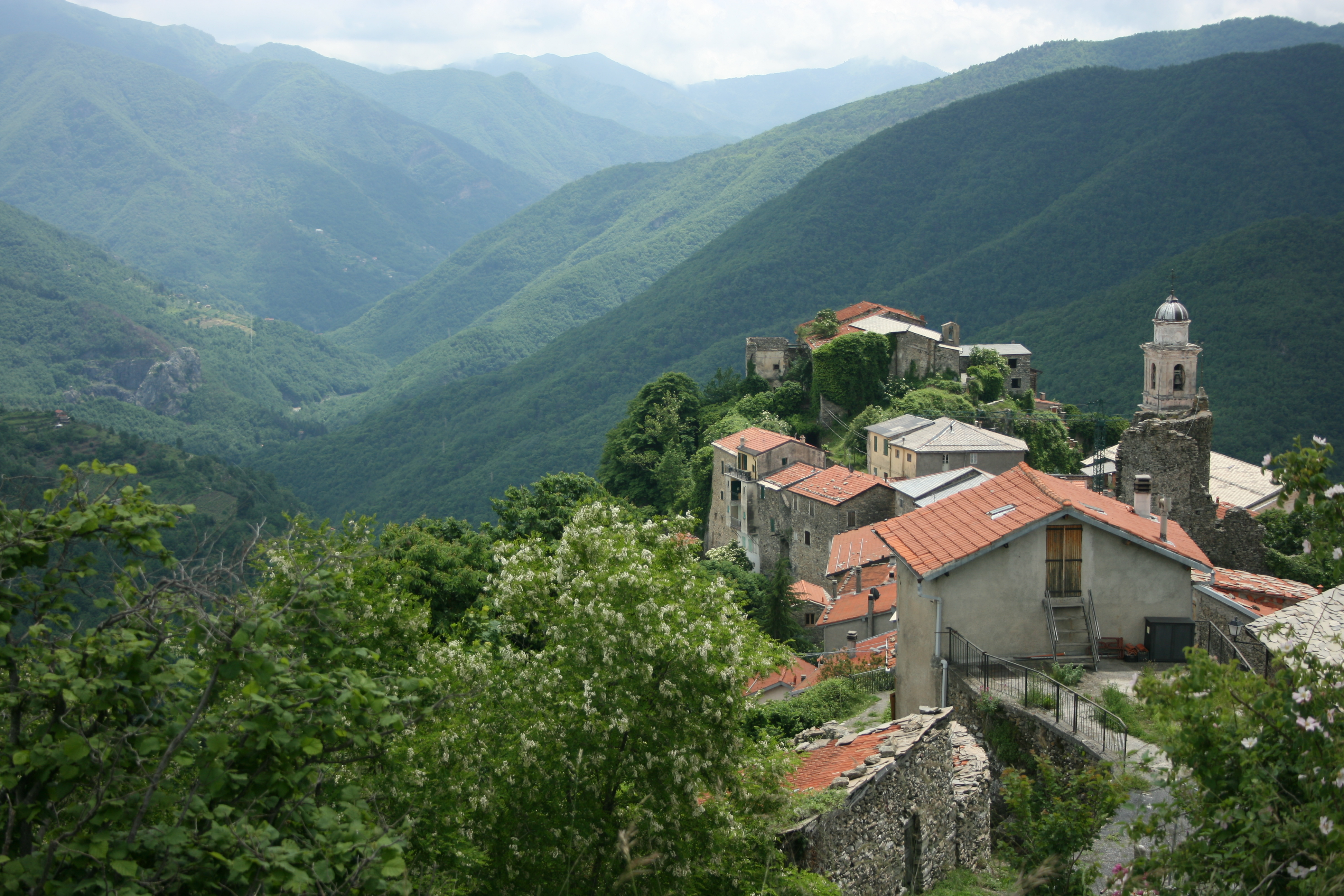

## Localități înfrățite
- Franța, La Brigue

## Demografie
Triora - evoluția demografică

|  | Graficele sunt indisponibile din cauza unor probleme tehnice. Mai multe informații se găsesc la Phabricator și la wiki-ul MediaWiki. |

Date: Recensăminte sau birourile de statistică - grafică realizată de Wikipedia